# 天与清啓

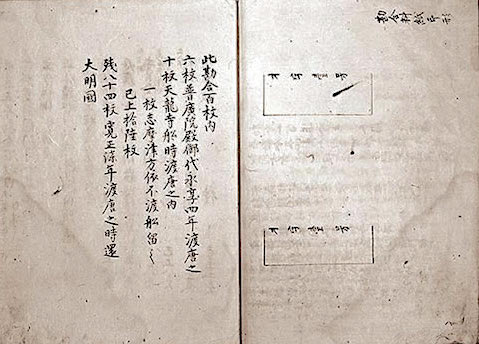
「戊子入明記」に勘合の図（妙智院蔵）

天与 清啓（てんよ せいけい、生没年不詳）は、室町時代の禅僧。建仁寺191世。遣明使として二度渡明。とくに二度目は遣明正史として画僧雪舟らを引き連れ明に渡った。法諱は清啓、道号は天与。別号に海樵老人、万里叟など。著作に『万里集』がある。

## 経歴
信濃国（長野県）伊那郡の知久心源（知久氏）の子として出生。
伯父の伯元清禅に従い地元の法全寺で出家。上洛ののち臨済宗大鑑派の建仁寺禅居庵に住した。やがてその法を嗣いで建仁寺禅居庵塔主となった。宝徳2年（1450年）に信州伊那谷に帰郷。翌年、東洋允澎を正使とする遣明使の一員として最初の入明を果たした。その折には代宗皇帝（景泰帝）との謁見を強く迫るなど強気の交渉を行ったことが『村庵稿』等に記される。この帰国後、入明の功績によって能登安国寺住持（諸山）、康正元年（1455年）には郷里の信濃国伊那郡開善寺（十刹）の住持に昇格した。
寛正元年（1460年）には、室町幕府から遣明正使に任命されて上洛。同年、遣明正使就任の功により建仁寺191世となった。同3年（1462年）、小笠原持長死去に伴って帰郷し、幕府からの上洛催促をよそに三年近く郷里に留まった。上洛ののちの寛正5年（1464年）に渡明準備のため周防国を訪れたが、諸事情で渡明が大幅に遅れ、一年ほど西国で足止めされる。その間、大内氏にゆかりある仁保弘有や雪舟らと親交を深めたものとみられる。博多聖福寺に滞在しつつ出立を待ち、寛正7年/文正元年（1466年）に至ってようやく博多を出航し明国へ旅立った。このときの遣明船は三隻からなり、一号船の幕府船ほか二号船は細川氏、三号船は大内氏の船であった。応仁2年（1468年）に北京に到着し、憲宗皇帝（成化帝）に謁見、将軍足利義政の親書を呈した。入明中は随員の一人が殺傷事件を起こしたため皇帝に免罪を請い、また貢物の刀剣の価格をめぐって官僚と争論し皇帝に仲裁に入られるなど、正史としての役目は穏やかではなかった。文明元年（1469年）に帰国するも、折悪しく応仁の戦乱の最中にあり、博多に帰港できず土佐へ着岸した。結局、上洛も果たせず正式な帰国の報告ができないまま郷里の法全寺に籠もり、公の場から姿を消すこととなった。
詩文に優れ、瑞渓周鳳、天隠龍沢、希世霊彦らの五山僧と親交を深めた。周囲からの信頼も厚く相国寺の瑞渓周鳳をして天与は清拙正澄を派祖とする臨済宗大鑑派を背負って立つ逸材と言わしめた。